# Adoxomyia maculipennis
Adoxomyia maculipennis är en tvåvingeart som beskrevs av Lindner 1935. Adoxomyia maculipennis ingår i släktet Adoxomyia och familjen vapenflugor.
Artens utbredningsområde är Sierra Leone. Inga underarter finns listade i Catalogue of Life.